# Haus Issum

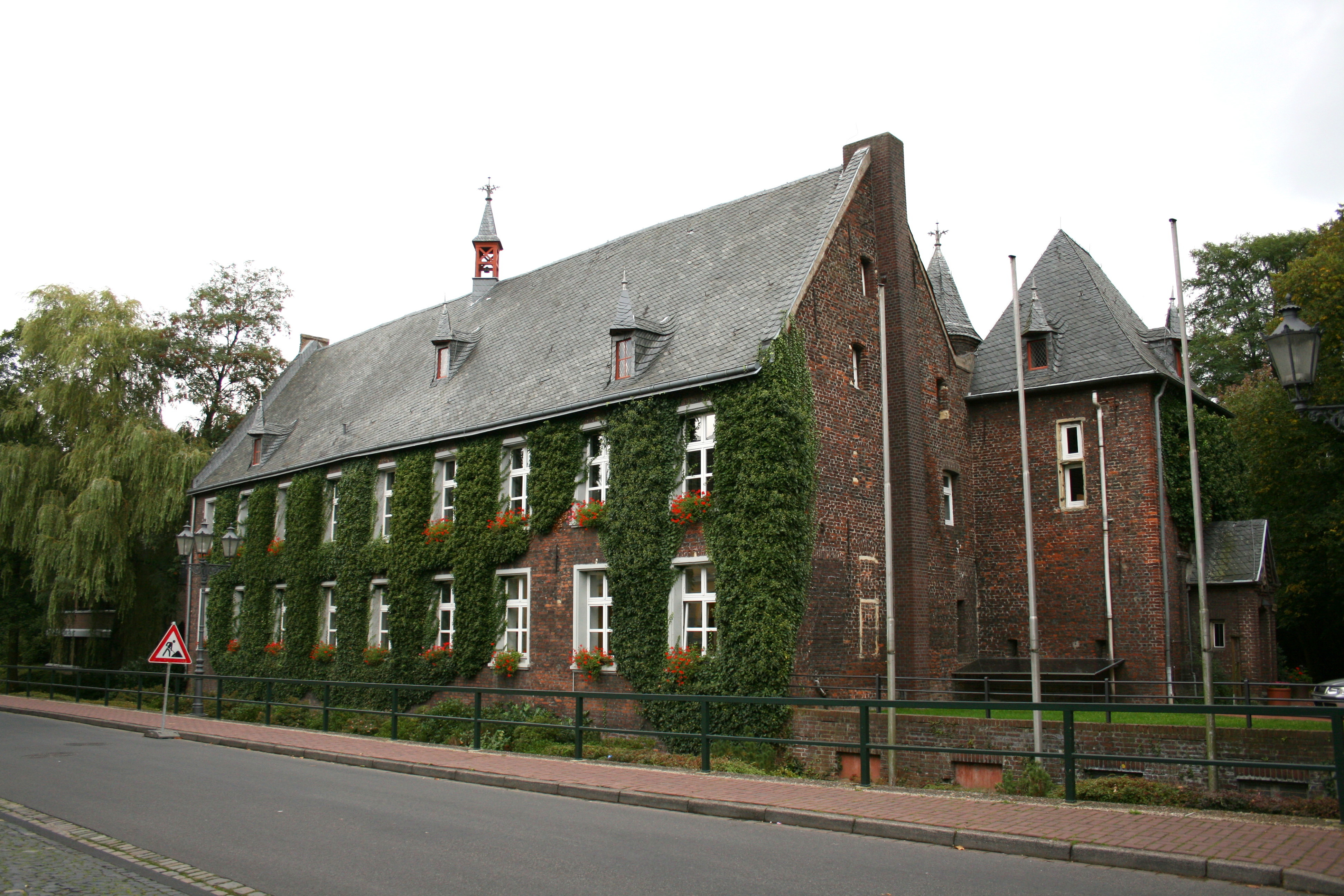
Das Hauptgebäude von Haus Issum

Haus Issum ist ein Wasserschloss in der Mitte der nordrhein-westfälischen Ortschaft Issum. Die Anlage liegt an der Issumer Fleuth und wurde als Nachfolgerin einer zerstörten Burganlage in der zweiten Hälfte des 16. Jahrhunderts errichtet. Bis 1989 als Rathaus genutzt, beherbergt sie heute unter anderem Teile der Gemeindeverwaltung und ein Heimatmuseum.

## Geschichte

### Herrschaftsmittelpunkt
Haus Issum wird gemeinsam mit der gleichnamigen Herrlichkeit erstmals 1338 urkundlich erwähnt, als der geldrische Graf und spätere Herzog Rainald II. es von dem Vogt Gerardus de Belle erwarb. Nachfolgend gehörte die damalige Burg zu der von Geldern lehnrührigen Vogtei Menzelen und war im Besitz des Adelsgeschlechts von Alpen, ehe sie 1388 an den Kölner Erzbischof Friedrich III. von Saarwerden verkauft wurde.
Anfang des 15. Jahrhunderts kam die Anlage in den Besitz der Grafen von Moers, die sie am 23. Oktober 1403 Emont von Eyll überließen. Später gab Friedrich IV. von Moers Haus Issum für 400 rheinische Goldgulden an den geldrischen Erbmarschall Johann von Boedberg, dem im 16. Jahrhundert die Familie von Pallant als Besitzer folgte.
Im Jahr 1551 belagerte Otto Schenk von Nideggen die Anlage, konnte sie einnehmen und ließ sie anschließend niederbrennen. Haus Issum wurde aber in der zweiten Hälfte des 16. Jahrhunderts als schlossartige Anlage wieder aufgebaut. Rund 100 Jahre später wurden Ort und Schloss 1673 Opfer einer Plünderung durch französische Truppen. In der zweiten Hälfte des 19. Jahrhunderts befand sich die Anlage schließlich im Eigentum der Familie Beissel von Gymnich, die auf Schloss Frens residierte. Sie verkaufte den Besitz 1879 an den bekannten Düsseldorfer Augenarzt und Geheimen Medizinalrat Albert Mooren.
1912 erwarb die Gemeinde Issum das Haus inklusive 200 Morgen Land. Zu dieser Zeit wurde der Torbau der Anlage als Wohnung des Hausmeisters und Parkwächters genutzt. In den 1980er Jahren konnte für diese Räume kein Mieter mehr gefunden werden, sodass 1984 die Idee geboren wurde, dort ein Heimatmuseum einzurichten. Bis 1990 erfolgte deshalb eine Umgestaltung und Renovierung des Gebäudes.

### Heutige Nutzung

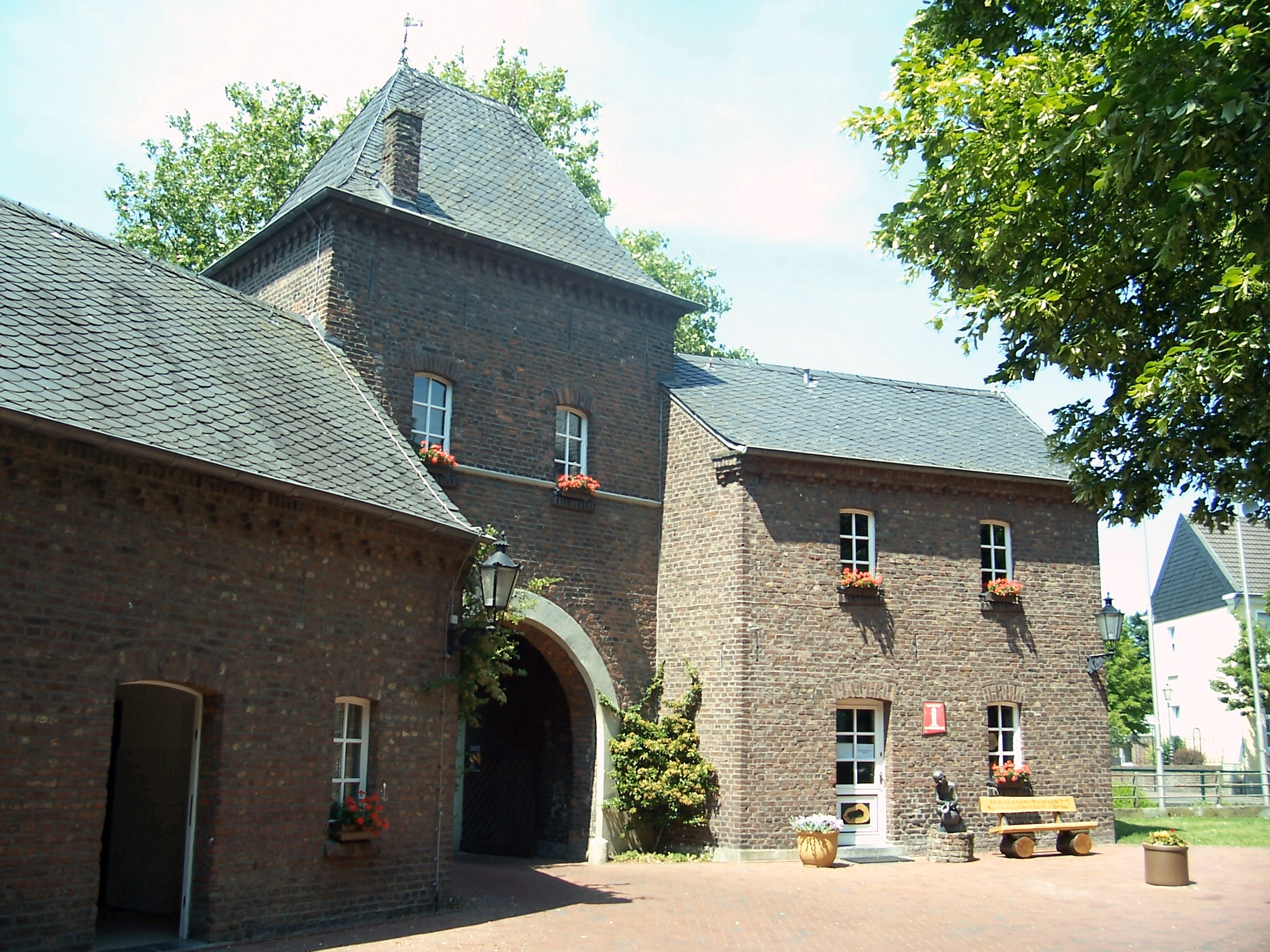
Torturm und Wirtschaftsflügel

Das 1993 eröffnete Heimatmuseum His-Törchen beheimatet eine Sammlung zur Geschichte der Herrlichkeit und des Ortes Issum, die von einem lokalen Arbeitskreis interessierter Bürger betreut wird. Ein Raum der 145 m² großen Museumsfläche wird für wechselnde Ausstellungen genutzt. Daneben werden Kunstwerke heimischer Künstler gezeigt, so zum Beispiel Keramiken von Agnes Wetzling-Lenders sowie Plastiken und Werkzeuge des Bildhauers und Malers Clemens Pasch.
Bis 1980 war das Herrenhaus Sitz der Gemeindeverwaltung. Heute beherbergt es den Sitzungssaal der Kommune, das Trauzimmer und einige Büroräume.

## Beschreibung
Haus Issum ist eine zweiteilige, von Wassergräben umgebene Anlage, bestehend aus einem Herrenhaus und einem ihm im Südwesten vorgelagerten Wirtschaftshof. Im Süden schließt sich der Backstein-Anlage ein Schlosspark an.
Nordöstlich der Gebäude liegt ein Teil des einstigen Burggeländes, das heutzutage Insel genannt und von der Issumer und der Nenneper Fleuth umflossen wird. Auf ihr steht das Issumer Rathaus, unter dem sich die Mauerreste einer Hügelburg befinden.

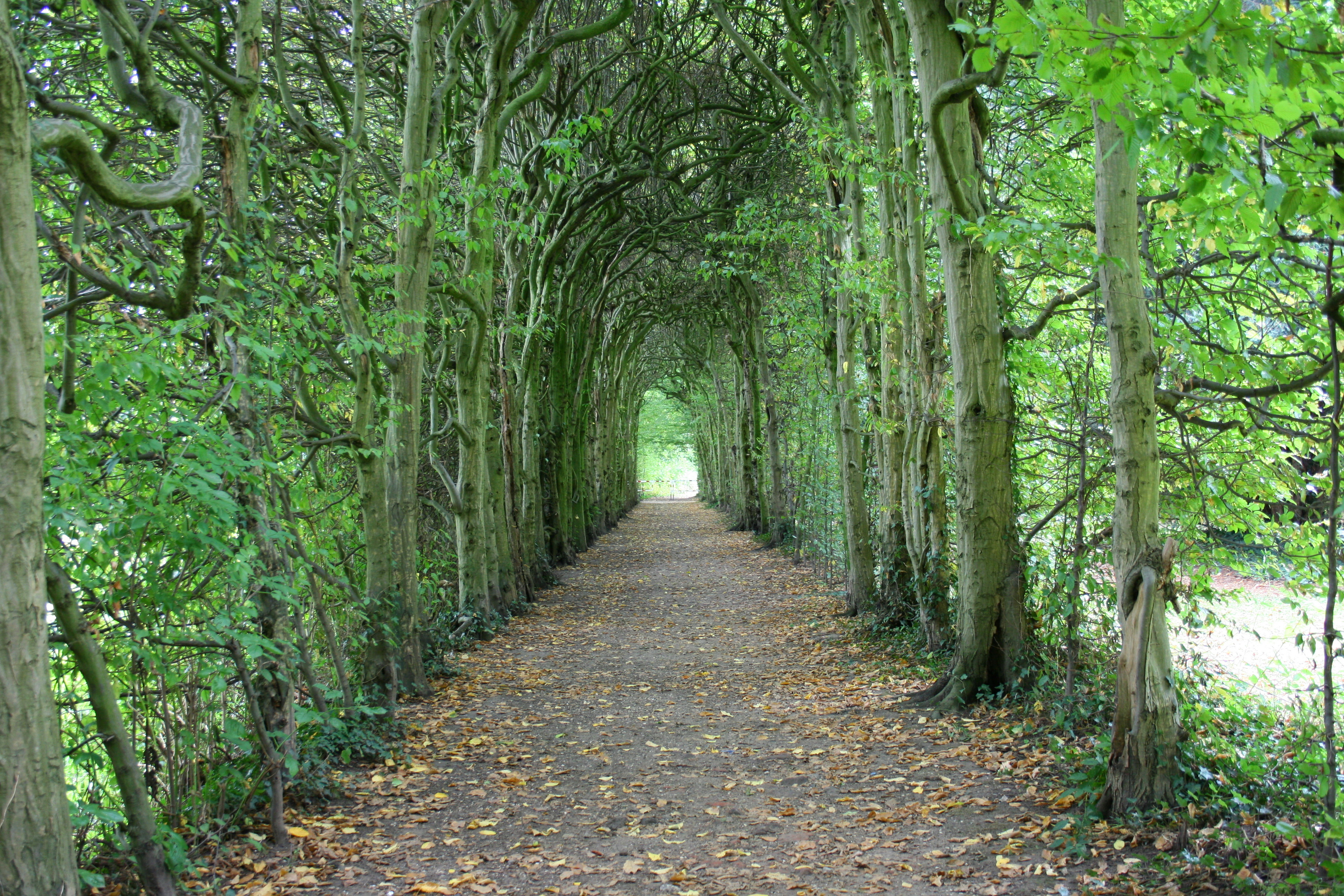
Laubengang im Park

Eine steinerne Brücke führt zum zweistöckigen Torturm mit seiner rundbogigen Durchfahrt, die von einem Tonnengewölbe überspannt ist. Das abgewalmte Turmdach ist von einer Wetterfahne mit der Jahreszahl 1338 bekrönt. An den Torbau stoßen im stumpfen Winkel zwei kurze, ehemalige Wirtschaftsflügel an. Der nördliche von ihnen besitzt zwei Geschosse, der südliche eines. Nordöstlich dieses Gebäudekomplexes steht das schlichte Herrenhaus mit einem ziegelgedeckten Satteldach. Seine zwei Geschosse erheben sich auf einem etwa 30 × 10 Meter messenden Grundriss. An seiner südlichen Ecke schließt sich im rechten Winkel ein rechteckiger Torturm mit zwei Etagen an, dessen Tordurchfahrt heutzutage zugemauert ist. In der Binnenecke der beiden Bauten steht ein schlanker, runder Treppenturm.
Südlich der Gebäude liegt ein etwa 0,6 Hektar großer Park mit altem Baumbestand, der möglicherweise auf eine spätbarocke Gartenanlage zurückgeht. Sein 80 Meter langer Laubengang aus Hainbuchen zählt zu den großen Seltenheiten am Niederrhein.